# Nørvøya
Nørvøya eller Nørve er en tæt bebygget ø, og bydel i Ålesund kommune. Nørvøy er den største af centrumsøerne i Ålesund, og huser det kommercielle bycentrum, NTNU (tidligere Høgskolen i Ålesund), rådhuset og fodboldklubben AaFKs hjemmearena. Byfjeldet Aksla (135 moh.) med Fjellstua ligger på Nørvøya. Nørvøya omfatter i dag hele bydelen Nørvøy som har 9.647 indbyggere (2015). Via Hellebroen er øen knyttet til centrumsøen Aspøy. I øst er der broer over Nørvasundet til Oksnøya.
Navnet Nørvøya kommer af det norrøne Nyrvi, eller «den smale øya».